# Брюстер, Ким
Ким Брю́стер (англ. Kim Brewster) — шотландская кёрлингистка.
В составе смешанной сборной Шотландии двукратная чемпионка Европы. Чемпионка и призёр чемпионата Шотландии среди смешанных команд.
Играла в основном на позициях второго и первого.

## Достижения
- Чемпионат Шотландии по кёрлингу среди женщин: золото (2006), бронза (2011).
- Чемпионат Европы по кёрлингу среди смешанных команд: золото (2006, 2009).
- Чемпионат Шотландии по кёрлингу среди смешанных команд: золото (2006), серебро (2014), бронза (2015).

## Команды
| Сезон                                               | Четвёртый     | Третий        | Второй           | Первый           | Запасной        | Турниры                      |
| --------------------------------------------------- | ------------- | ------------- | ---------------- | ---------------- | --------------- | ---------------------------- |
| 2005—06                                             | Келли Вуд     | Лорна Веверс  | Ким Брюстер      | Линдси Вуд       | Керри Барр (ЧМ) | ЧШЖ 2006 · ЧМ 2006 (8 место) |
| 2009—10                                             | Клэр Милн     | Линн Кэмерон  | Рейчел Симмс     | Ким Брюстер      |                 |                              |
| 2010—11                                             | Джеки Локхарт | Karen Kennedy | Ким Брюстер      | Сара Макинтайр   |                 | ЧШЖ 2011                     |
| Кёрлинг среди смешанных команд (mixed curling)      |               |               |                  |                  |                 |                              |
| 2005—06                                             | Том Брюстер   | Джеки Локхарт | Дэвид Хэй        | Ким Брюстер      |                 | ЧШСК 2006                    |
| 2006—07                                             | Том Брюстер   | Джеки Локхарт | Дэвид Хэй        | Ким Брюстер      |                 | ЧЕСК 2006                    |
| 2009—10                                             | Том Брюстер   | Линн Кэмерон  | Colin Campbell   | Michelle Silvera | Ким Брюстер     | ЧЕСК 2009                    |
| 2013—14                                             | Ким Брюстер   | John Penny    | Karen Barthelemy | Scott Macleod    |                 | ЧШСК 2014                    |
| 2014—15                                             | Том Брюстер   | Ким Брюстер   | Дункан Мензис    | Karen Barthelemy |                 | ЧШСК 2015                    |
| Кёрлинг среди смешанных пар (mixed doubles curling) |               |               |                  |                  |                 |                              |
| 2017—18                                             | Том Брюстер   | Ким Брюстер   |                  |                  |                 | ЧШСП 2017 (10 место)         |

(скипы выделены полужирным шрифтом)

## Частная жизнь
Замужем, муж — Том Брюстер, шотландский кёрлингист, чемпион Шотландии и Европы, серебряный призёр чемпионатов мира, серебряный призёр зимних Олимпийских игр 2014.